# Ekoxbaggar
Ekoxbaggar (Lucanidae) är en familj i ordningen skalbaggar.

## Kännetecken
Dessa skalbaggar är mellan 10 och 90 millimeter långa och har en robust byggd kropp. Antennernas sista segment är bredare och liknar blad. Hos ekoxebaggarna finns en tydligt utpräglad könsdimorfism. Hanar har större storlek och större munverktyg. Trots storleken är hanarnas munverktyg harmlöst för människan. Bara honor orsakar smärta när de biter.

## Levnadssätt
Ekoxbaggar livnär sig av trädens vätskor som de slickar från öppningar i barken. Vid fara spelar de vanligen döda.
Larverna lever i och livnär sig av död trämassa. Maskarna är vitaktiga med extremiteter och huvud i orange. Larver lever upp till fem år innan de förvandlas till skalbaggar. Under tiden genomgår de flera metamorfoser.

## Systematik
I familjen finns omkring 930 arter. I Europa förekommer 19 arter eller underarter i 6 släkten.